# リカルダ・リスク

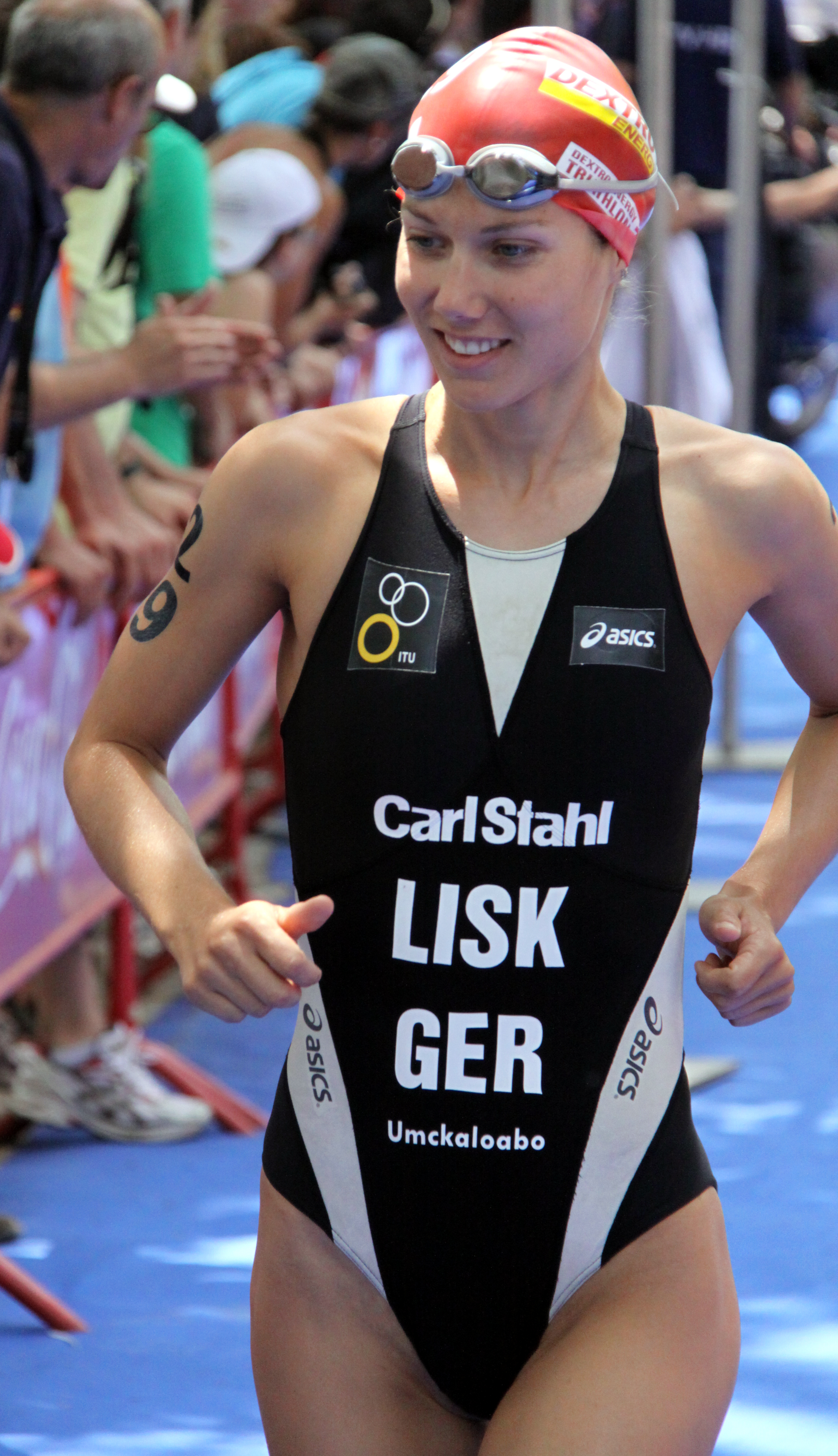
Ricarda Lisk, 2010.

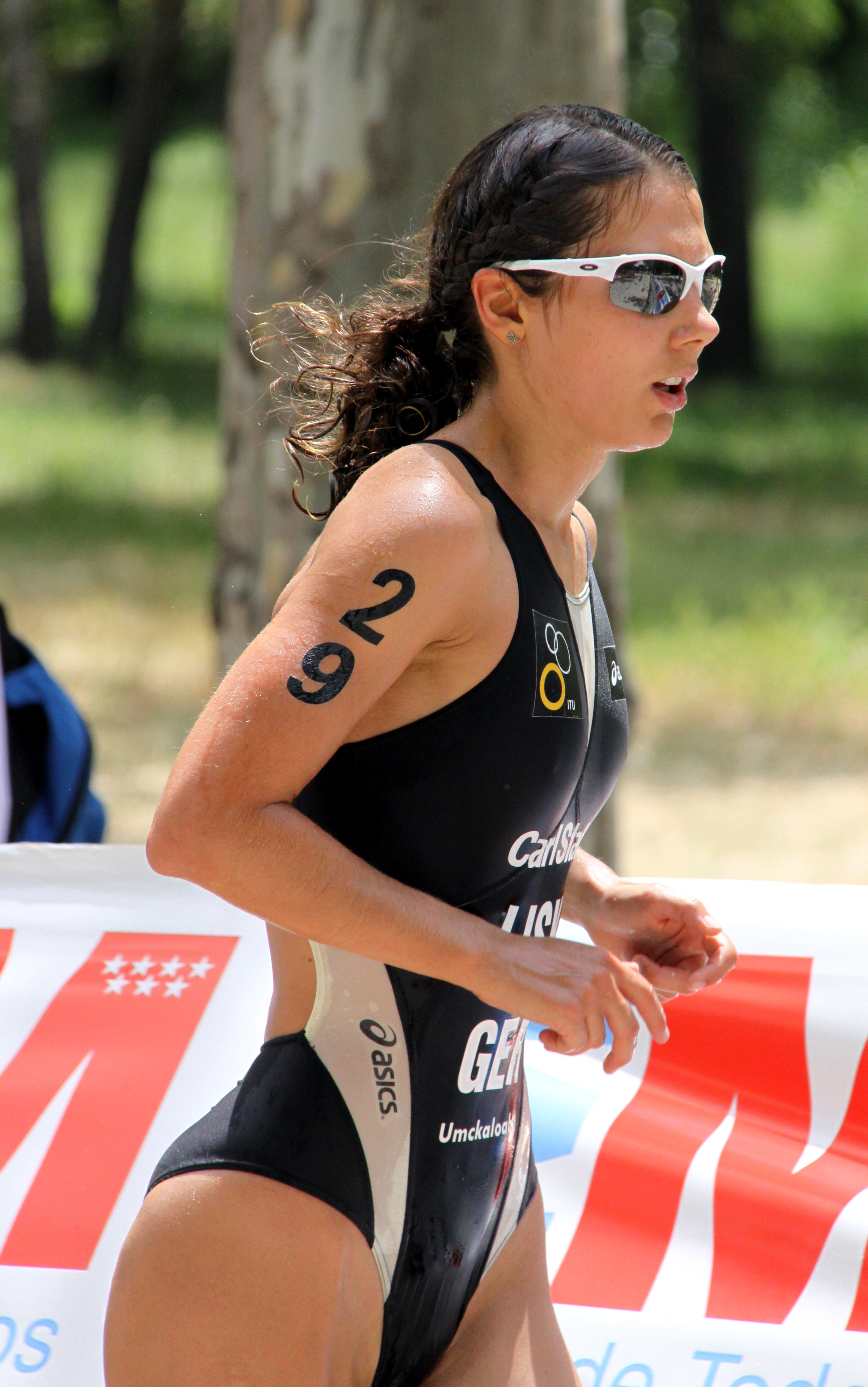
Ricarda Lisk, 2010.

リカルダ・リスク（Ricarda Lisk, 1981年2月1日 - ）は、ドイツのバーデン＝ヴュルテンベルク州ショルンドルフ出身のトライアスロン選手。2008年に開催された北京オリンピックのトライアスロン競技に出場し、15位に終わった。